# Magali Cerón
Magali Cerón es una deportista mexicana que compitió en judo. Ganó una medalla de plata en el Campeonato Panamericano de Judo de 1999, en la categoría de –44 kg.

## Palmarés internacional
| Campeonato Panamericano | Campeonato Panamericano | Campeonato Panamericano | Campeonato Panamericano |
| Año                     | Lugar                   | Medalla                 | Categoría               |
| ----------------------- | ----------------------- | ----------------------- | ----------------------- |
| 1999                    | Montevideo (Uruguay)    | Medalla de plata        | –44 kg                  |